# Superstrata (película de 2017)
 Superstrata  ("Super Estratos") es una película independiente de romance y ciencia ficción escrita y dirigida por el cineasta y actor norteamericano Serge Levin. Dicha película fue filmada en Los Ángeles, California, Estados Unidos, producida por Dianna Ippolito y la compañía productora independiente Isle Empire Pictures. La cinta es protagonizada por Paz de la Huerta, Alex Veadov, Jennifer Collins y Serge Levin y fue estrenada en 2017.

## Sinopsis
Las memorias de Barry Newman (Serge Levin) divergen de los eventos actuales. Luego de la muerte trágica de su novia, Emily Faraday, (Paz de la Huerta), la condición de Barry genera nuevas anomalías que lo conducen a acceder a mundos paralelos. A su vez, Barry utiliza sus escisiones para reunirse con su amor perdido en los super estratos.

## Reparto
- Paz de la Huerta como Emily Faraday.[1]
- Alex Veadov como un nómada.[1]
- Jennifer Collins como una mujer sin hogar.[1]
- Serge Levin como Barry Newman.[1]